# Kaguya
Kaguya (jap. かぐや – nazwa pochodzi od imienia księżycowej księżniczki z japońskiej baśni), do czerwca 2007 r. oficjalnie określana nazwą SELENE (ang. SELenological and ENgineering Explorer) – japońska sonda kosmiczna. Sztuczny satelita Księżyca. Sonda składała się z głównego orbitera i dwóch subsatelitów.

## Cele misji
- Wykonanie badań służących ustaleniu pochodzenia i ewolucji Księżyca.
- Przeprowadzenie obserwacji środowiska księżycowego: rozmieszczenia pierwiastków chemicznych i minerałów na powierzchni, wykonanie map topograficznych i badanie struktury podpowierzchniowej.
- Pomiary księżycowego pola grawitacyjnego i resztkowych pól magnetycznych.
- Pomiary cząstek energetycznych i środowiska plazmowego w otoczeniu Księżyca oraz obserwacje ziemskiej magnetosfery.
- Ocena możliwości przyszłego wykorzystania Księżyca.
- Przeprowadzenie testów technologii niezbędnych dla przyszłych misji księżycowych, jak techniki wejścia na orbitę wokółbiegunową, stabilizacji trójosiowej i kontroli termicznej pojazdu.

Czas trwania misji zaplanowano na minimum rok.

## Konstrukcja sondy
Sonda Kaguya składała się z trzech elementów: głównego orbitera i dwóch subsatelitów. 
- Orbiter

Kadłub orbitera miał wymiary 2,1 x 2,1 x 4,8 m. Składał się on z dwóch głównych części: górnego modułu o długości 2,8 m zawierającego większość instrumentów naukowych i dolnego modułu napędowego o długości 1,2 m. Z boku statku przymocowane było pojedyncze skrzydło baterii słonecznych o powierzchni 22 m² dostarczające energii o mocy do 3486 W. Ogniwa słoneczne ładowały 4 baterie niklowo - wodorowe o pojemności 35 Ah i napięciu 50 V. Łączność z sondą zapewniła przymocowana do boku kadłuba antena główna o średnicy 1,3 m oraz 4 mniejsze anteny wielokierunkowe. Maksymalna prędkość przesyłania danych na Ziemię wynosiła 10 megabitów na sekundę. Z kadłuba wystawał wysięgnik o długości 12 m dla magnetometru i 4 anteny o długości po 15 m dla radaru. W module napędowym umieszczony był silnik główny o ciągu 500 N. Sonda zaopatrzona była też w zestaw 12 silników kontroli położenia o ciągu 20 N oraz 8 silników o ciągu 1 N. Orbiter był stabilizowany trójosiowo. Na szczycie statku, do momentu ich uwolnienia, znajdowały się 2 subsatelity. Całkowita masa startowa orbitera wynosiła 2914 kg, w tym 795 kg paliwa dla silników.
- Subsatelity:
  - Ouna (VRAD, Vstar, VLBI Radio Source)
  - Okina (Relay Satellite, Rstar)

Obydwa subsatelity miały bardzo zbliżoną konstrukcję. Kadłub każdego satelity miał kształt ośmiobocznego graniastosłupa o wymiarach 0,99 x 0,99 x 0,65 m i masę 53 kg. Energia dostarczana była przez baterie ogniw słonecznych o mocy 70 W pokrywających boczne ściany. Ładowały one baterie niklowo-wodorowe o pojemności 13 Ah i napięciu 26 V. Satelity były stabilizowane obrotowo (w tempie 10 obrotów na minutę) i nie posiadały własnego napędu. Każdy subsatelita posiadał antenę dipolową wystającą ze szczytu kadłuba. Okina dodatkowo miała 4 małe anteny dla łączności z głównym orbiterem. Obydwa subsatelity wyposażono w nadajniki radiowe umożliwiające pomiary interferometrii radiowej. Okina przekazywała też czterokierunkowe sygnały radiowe dla pomiarów dopplerowskich pomiędzy stacją naziemną a głównym orbiterem.

### Instrumenty naukowe[1]
- X-ray Spectrometer (XRS) — spektrometr rentgenowski mierzący zawartość Mg, Al, Si, Fe, Ca, Ti; obserwacje w zakresie energii 0,7 — 10 keV z rozdzielczością przestrzenną 10 - 20 km; monitor słonecznego promieniowania rentgenowskiego
- Gamma-ray Spectrometer (GRS) — spektrometr promieniowania gamma mierzący zawartość U, Th, K, O, Mg, Al, Si, Ti, Fe, Ca i H; obserwacje w zakresie energii 0,1 — 10 MeV
- Spectral Profiler (SP) — spektrometr obrazujący w świetle widzialnym i podczerwieni wykonujący mapy mineralogiczne; obserwacje w zakresie długości fal 0,52 — 2,6 μm
- Multi-band Imager (MI) — kamera wielospektralna wykonująca mapy mineralogiczne; obserwacje w zakresie długości fal 0,4 — 1.6 μm; rozdzielczość 20 m w świetle widzialnym i 62 m w bliskiej podczerwieni
- Terrain Camera (TC) — kamera stereoskopowa o rozdzielczości 10 m; obserwacje w zakresie długości fal 0,43 — 0,85 μm
- Lunar Radar Sounder (LRC) — radar podpowierzchniowy penetrujący na głębokość kilku kilometrów; posłuży także do detekcji fal radiowych i plazmowych
- Laser Altimeter (LALT) — wysokościomierz laserowy o dokładności pomiarów wysokości terenu wynoszącej 5 m
- Lunar Magnetometer (LMAG) — magnetometr o czułości 0,5 nT
- Upper Atmosphere and Plasma Imager (UPI) — instrument do obrazowania wokółziemskiej plazmy i zórz polarnych w ultrafiolecie i świetle widzialnym
- Charged Particle Spectrometer (CPS) — spektrometr cząstek naładowanych
- Plasma Analyzer (PACE) — analizator plazmy
- Radio Science (RS) — eksperyment sondowania radiowego jonosfery księżycowej
- High Definition Television Camera (HDTV) — dwie kamery telewizyjne wysokiej rozdzielczości (kamera szerokokątna i z teleobiektywem) filmujące powierzchnię Księżyca i Ziemię widzianą z orbity wokółksiężycowej
- Differential VLBI Radio-Source (VRAD) — radiowa interferometria wielkobazowa
- Relay Satellite Transponder (RSAT) — eksperyment pomiarów dopplerowskich pola grawitacyjnego na odwrotnej stronie Księżyca

## Przebieg misji

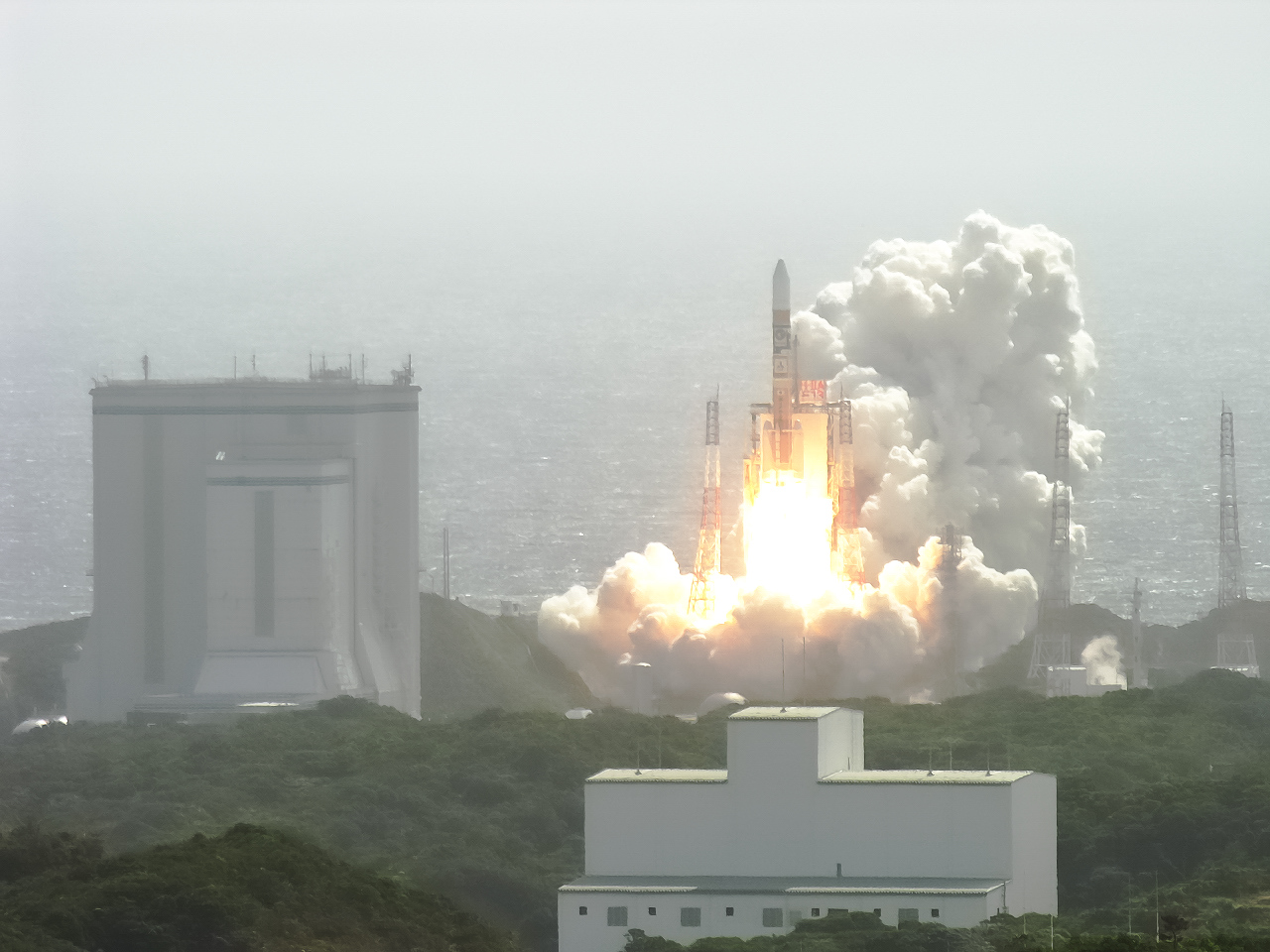
Start sondy Kaguya z kosmodromu Tanegashima

Pierwotnie start sondy przewidziano na 16 sierpnia 2007, na godzinę 00:30:48. Jednak 20 lipca oświadczono, że start zostanie opóźniony z powodu odkrycia zmiany biegunowości jednego z kondensatorów satelity WINDS. Identyczne kondensatory znajdowały się w minisatelitach Vstar i Rstar.
Sonda Kaguya została wyniesiona z kosmodromu Tanegashima 14 września 2007 r. (start został opóźniony o jedną dobę z powodu złej pogody). Po 727 sekundach lotu rakieta osiągnęła orbitę parkingową. Po odpaleniu silnika 2. stopnia, między T+40'44" i 44'02", sonda znalazła się na orbicie okołoziemskiej, o parametrach 281×232805 km i nachyleniu 29,9°. W 45. minucie 43. sekundzie lotu, Kaguya odłączyła się od rakiety nośnej. O godzinie 02:44 rozłożono panele ogniw słonecznych. O godzinie 09:52 rozłożono antenę dużego zysku. O 20:12 sonda wykonała manewr korekcji błędu wejścia na orbitę (ang. orbit injection error correction maneuver). W jego wyniku orbita zmieniła się i uzyskała parametry 956×232782 km i okres 4 dni 23 godzin 37 minut.
19 września 2007, o godz. 00:52 sonda wykonała manewr dostosowania okresu. Orbita zmieniła się na następującą: 1039×377809 km, a jej okres wyniósł 9 dni 23 godziny 31 minut. O godz. 20:59 wykonano trzeci z kolei manewr (korekcji błędu okresu). W jego wyniku orbita uzyskała parametry: 1055×379196 km, okres wyniósł 10 dni i 48 minut.
Sonda weszła na orbitę okołoksiężycową 3 października o 21:20 UTC.
Parametry początkowej orbity okołobiegunowej wynosiły: perycentrum 101 km, apocentrum 11741 km, nachylenie 90° i okres obiegu 16 h 42 min. Następnie sonda wykonała serię manewrów obniżenia orbity, aż do osiągnięcia docelowej orbity kołowej odległej od powierzchni o 100 km i o okresie obiegu 2 h. W trakcie obniżania orbity z orbitera zostały kolejno uwolnione subsatelity.
Relay Satellite (Rstar, Okina) został oddzielony 9 października 2007 o 00:36 UTC.
VRAD (Vstar, Ouna) został oddzielony 12 października o 04:28 UTC.
Relay Satellite (Okina) wszedł na orbitę o parametrach 115 x 2399 km, natomiast VRAD (Ouna) pozostał na orbicie 127 x 795 km.
21 października po wejściu sondy Kaguya na zaplanowaną orbitę roboczą rozpoczęto fazę weryfikacji jej aparatury, która trwała do połowy grudnia 2007 r.
21 grudnia 2007 r. rozpoczęła się faza prowadzenia stałych obserwacji naukowych.
12 lutego 2009 r. nastąpił upadek subsatelity Okina (Rstar) na powierzchnię Księżyca. Zakończył się tym samym eksperyment czterokierunkowych pomiarów dopplerowskich pola grawitacyjnego Księżyca. Upadek nastąpił w punkcie o współrzędnych 200,967°E, 28,213°N.
Od 1 lutego 2009 r. Kaguya rozpoczęła prowadzenie obserwacji powierzchni Księżyca z niskiej orbity, początkowo o wysokości 50 km, a następnie, od 16 kwietnia o obniżonym perycentrum do 10 - 30 km.
10 czerwca 2009 r. o godz. 18:25 UTC sonda Kaguya na zakończenie swej misji uderzyła w powierzchnię Księżyca. Upadek nastąpił w punkcie o współrzędnych 80,4°E, 65,5°S.
29 czerwca 2009 r. o godz. 12:08 UTC zakończył funkcjonowanie subsatelita Ouna.
Koszt misji sondy Kaguya był planowany na 55 miliardów jenów (około 480 milionów dolarów amerykańskich).